# Isola del Garda
Isola del Garda o Isola di Garda o Isola Borghese es la mayor isla del lago de Garda. Forma parte del municipio de San Felice del Benaco, en la provincia de Brescia, Lombardía, Italia. La isla tiene una larga y variada historia, ya que ha sido utilizada como cementerio romano, guarida de piratas, sede de un monasterio franciscano, fortificación fronteriza y villa residencial. La isla ha sido visitada por numerosos personajes famosos a lo largo de los siglos, como Francisco de Asís, Antonio de Padua y Dante Alighieri. En la actualidad, está cubierta por un parque y dominada por la Villa Borghese Cavazza, de estilo neogótico veneciano. Aunque es propiedad privada de la familia Cavazza, Isola del Garda está abierta a los visitantes desde 2001.

## Geografía
Isola del Garda se encuentra en el suroeste del lago de Garda, justo al sur del golfo de Salò, cerca de la ciudad de San Felice del Benaco, en la provincia de Brescia. Está separada de Capo San Fermo por sólo unos 220 metros de aguas abiertas. Es, con mucho, la mayor isla del lago. La isla (o en realidad las islas, ya que Isola del Garda incluye algunos pequeños afloramientos de roca y la mayor parte del parque está dividida de la casa por un estrecho canal) era inicialmente sólo rocas que sobresalían del lago. Toda la tierra para los jardines fue traída con el tiempo por los habitantes. La isla tiene unos 1,1 km de largo, pero sólo unos 70 metros de ancho en su parte más ancha. En la actualidad está cubierta en su mayor parte por un parque y jardines formales con una gran variedad de plantas.

## Historia

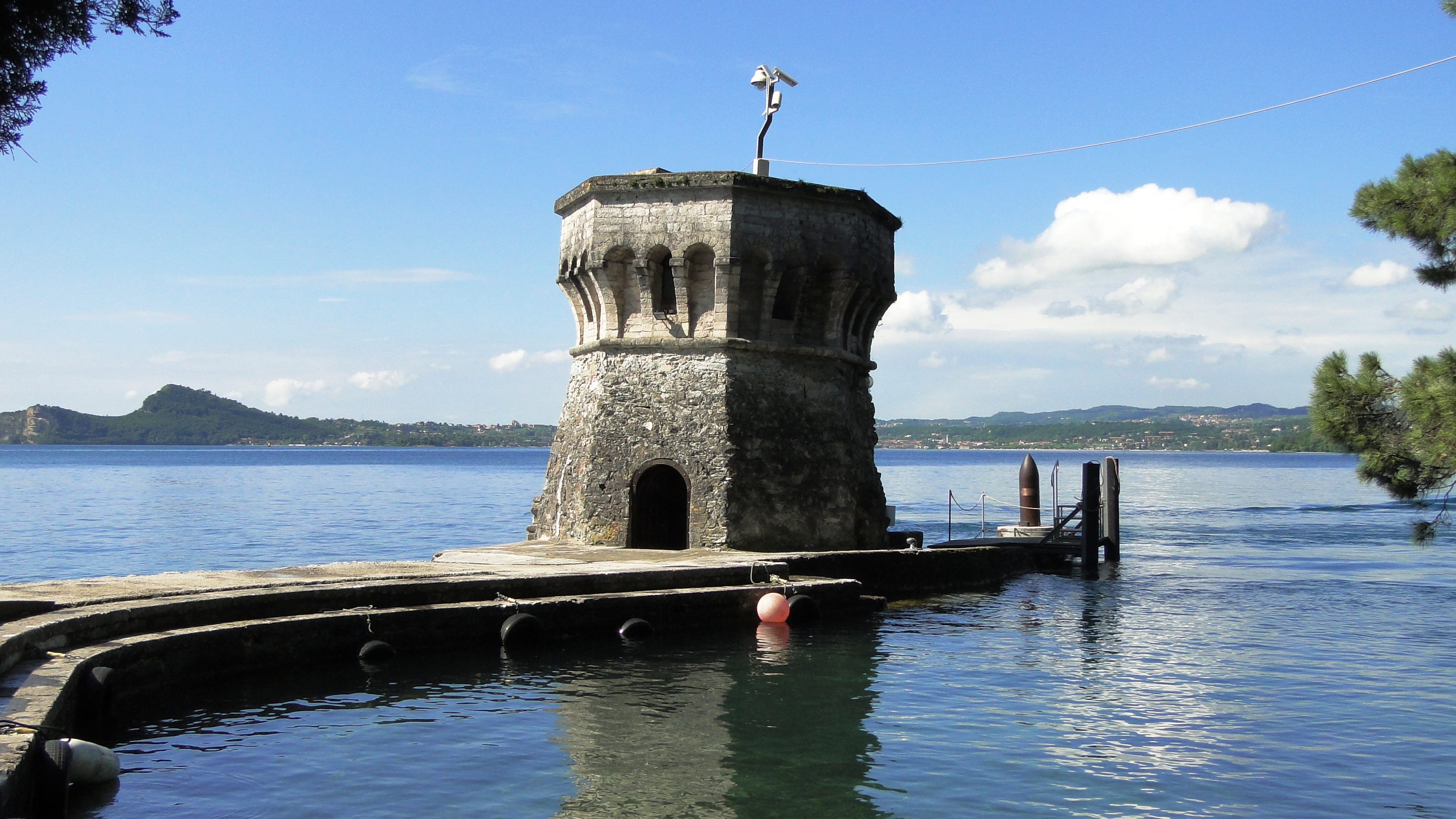
El muelle y el tocón de la torre inclinada, construidos a principios del, con la Rocca di Manerba al fondo.

La isla ha sido conocida a su vez como Insula Cranie ("Isla de las Calaveras"), Isola dei Frati ("Isla de los Monjes"), Isola Scotti, Isola Lechi, Isola de Ferrari e Isola Borghese. Es probable que haya estado habitada desde la época romana. 130 lápidas galorromanas encontradas en la isla indican que al menos se utilizó como área de entierro en ese momento. También se han descubierto restos de templos votivos. Según se informa, después de haber sido abandonada durante el período de declive del Imperio Romano, la isla sirvió durante mucho tiempo como escondite para los piratas que se aprovechaban de los barcos en el lago de Garda.
La isla se menciona por primera vez en documentos escritos en un decreto del duque Carlomán de Baviera, fechado en 879, que concedió la isla a los monjes de Zenón de Verona. Aparentemente, no mantuvieron la propiedad porque en 1180 se volvió a mencionar cuando el emperador Federico I la concedió como feudo a un tal Biemino de Manerba.  Alrededor de 1220, Francisco de Asís viajó por el norte de Italia. Aunque no se sabe con certeza si realmente visitó la isla, los franciscanos sí establecieron una simple ermita entre las cuevas y rocas de la isla en ese momento, después de que Biemino se la otorgara. En 1224, el obispo de Trento visitó la ermita y tres años más tarde lo hizo, según se informa, Antonio de Padua en 1227.  Según la leyenda local, en 1304, Dante Alighieri llegó a la isla y más tarde se refirió a ella en su Divina Comedia como:
Loco è nel mezzo là dove 'l trentino

pastore e quel di Brescia e 'l veronese

segnar poria, s'e' fesse quel cammino

( Infierno, Canto XX)
En 1422, Bernardino de Siena estuvo en la isla para la primera de varias visitas y en ese período se construyó un convento franciscano. Fue reconstruido y ampliado en 1438; la iglesia añadida recibió el nombre de Santa Maria dello Scoglio. En 1470, el padre Francesco Licheto (1450-1520), miembro de la noble familia Lechi de Brescia, fundó una escuela de teología y filosofía en la isla. En 1517, Paganino Paganini imprimió para él un comentario religioso que se convirtió en el primer libro impreso en toda la región del lago de Garda. Giano Fregoso, dux de Genua, y su hijo Alessandro utilizaron la isla como lugar de retiro. Sin embargo, tras la muerte de Licheto, la comunidad religiosa entró en decadencia. De 1685 a 1697 fue un convento de novicias.
En 1795, el gobierno de la República de Venecia decidió suprimir el monasterio. Su último responsable, Bonaventura di Casalloro, se vio obligado a cerrar el monasterio y a abandonar la isla con los monjes restantes. La propiedad fue entonces requisada por un decreto de Napoleón Bonaparte en 1798, tras el establecimiento de la República Cisalpina. Su gobierno vendió la isla a propietarios privados en 1800. Tras pasar por varias manos, fue adquirida en 1817 por el conde Luigi Lechi, de Brescia. Ordenó importantes obras de construcción y renovación y el monasterio se convirtió en una villa. Lechi era también poeta y entre sus huéspedes se encontraban los compositores Gioachino Rossini y Gaetano Donizetti, los escritores Ippolito Pindemonte y Cesare Arici, así como el pintor Luigi Basiletti y el arquitecto Rodolfo Vantini. Este último diseñó el pequeño puerto de la isla con su torre. La amante de Lechi, la cantante Adelaide Malanotte, era también una invitada habitual. En 1837, Luigi Lechi traspasó la propiedad a su hermano Teodoro (1778-1866), antiguo general del ejército napoleónico, quien -entre otros cambios- añadió las terrazas de la parte delantera de la villa.
En 1860, la isla fue expropiada por el estado italiano recién unificado y convertida en una fortificación fronteriza contra los austriacos, que en ese momento todavía controlaban la región de Venecia, incluida la costa este del lago de Garda.  Aunque se realizaron algunos trabajos de construcción, la idea de convertir la isla en una fortaleza se abandonó después de que los austriacos cedieron la mayor parte de sus posesiones en el norte de Italia al Reino de Italia después de la tercera guerra de Independencia italiana en 1866. Después de eso, solo el extremo norte del lago de Garda alrededor de Riva del Garda permaneció siendo austríaco. En 1870, la isla fue vendida en una subasta y comprada por Baron Scotti. A su vez, lo vendió al duque Gaetano de Ferrari (1818–1893) de Génova. De Ferrari y su esposa, la aristócrata rusa Maria Sergeyevna Annenkova (1837–1924),  se mudaron a la isla.

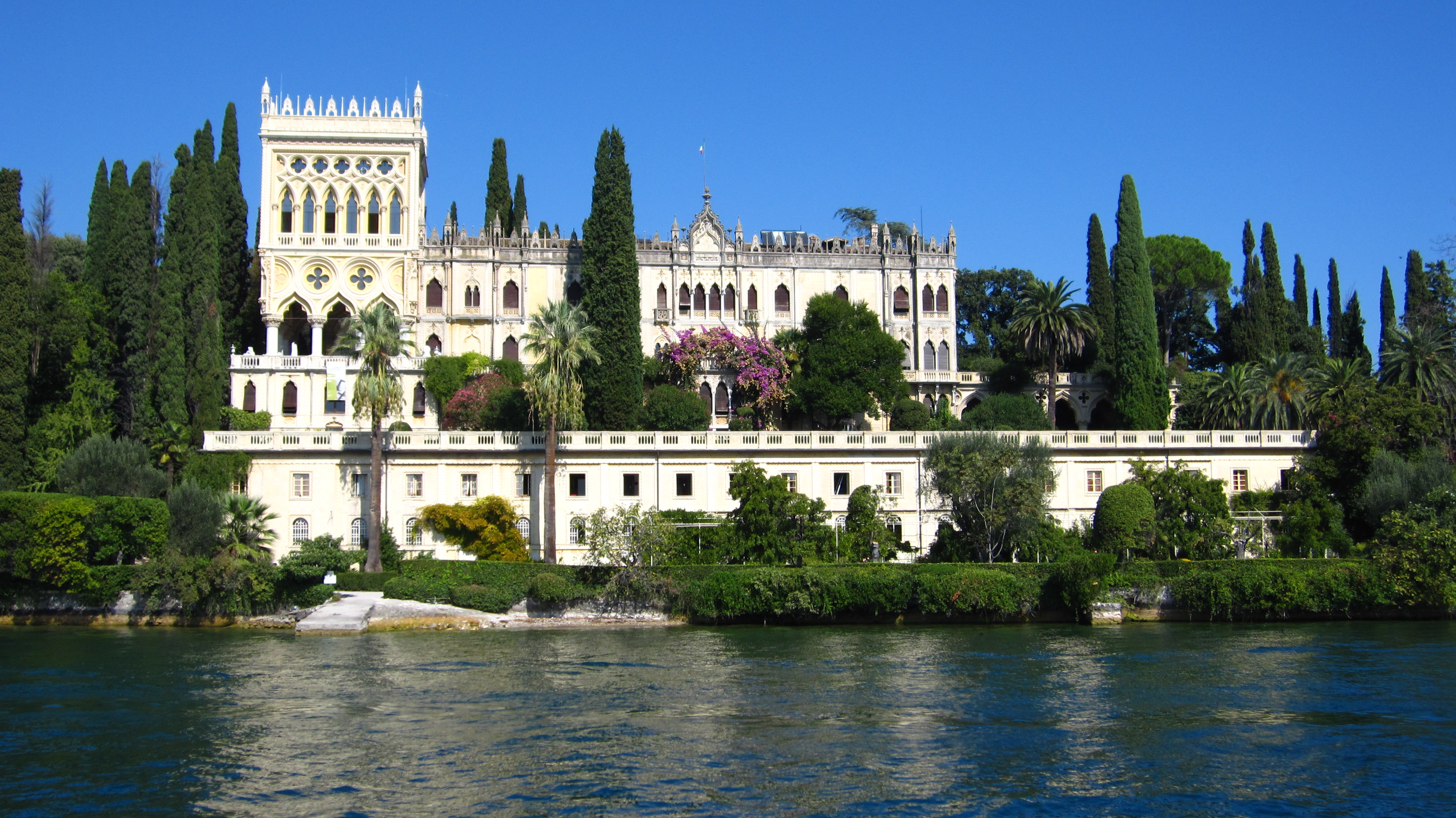
La Villa Borghese Cavazza, de estilo neogótico veneciano

Entre 1880 y 1900 hicieron construir el parque, construyeron muros de contención para evitar la entrada de agua e importaron tierra fértil y plantas exóticas. Mientras que el parque se diseñó desde el principio como un jardín paisajista inglés, el área frente a la casa se diseñó como un jardín italiano más formal. En 1893, el duque murió, pero la pareja había decidido previamente construir una nueva villa en el sitio de la antigua villa de Lechi. Este palacio neogótico veneciano fue construido entre 1890 y 1903, según un diseño del arquitecto Rovelli.
Después de la muerte de la duquesa, su hija Anna Maria (1874-1924), esposa del príncipe Scipione Borghese de Roma, heredó la isla, pero sobrevivió a su madre solo unos meses. En 1927, el príncipe murió y dejó la isla a su hija, la princesa Livia Borghese (1901-1969), que estaba casada con el conde Alessandro Cavazza de Bolonia (1895-1969).  Su hijo menor, el conde Camillo Cavazza dei Conti Cavazza, se casó con Lady Charlotte Sarah Alexandra Chetwynd-Talbot (nacida en 1938), la hija mayor del conde de Shrewsbury en 1965. Tuvieron siete hijos antes de que Camillo Cavazza muriera en 1981.>

## Actualmente

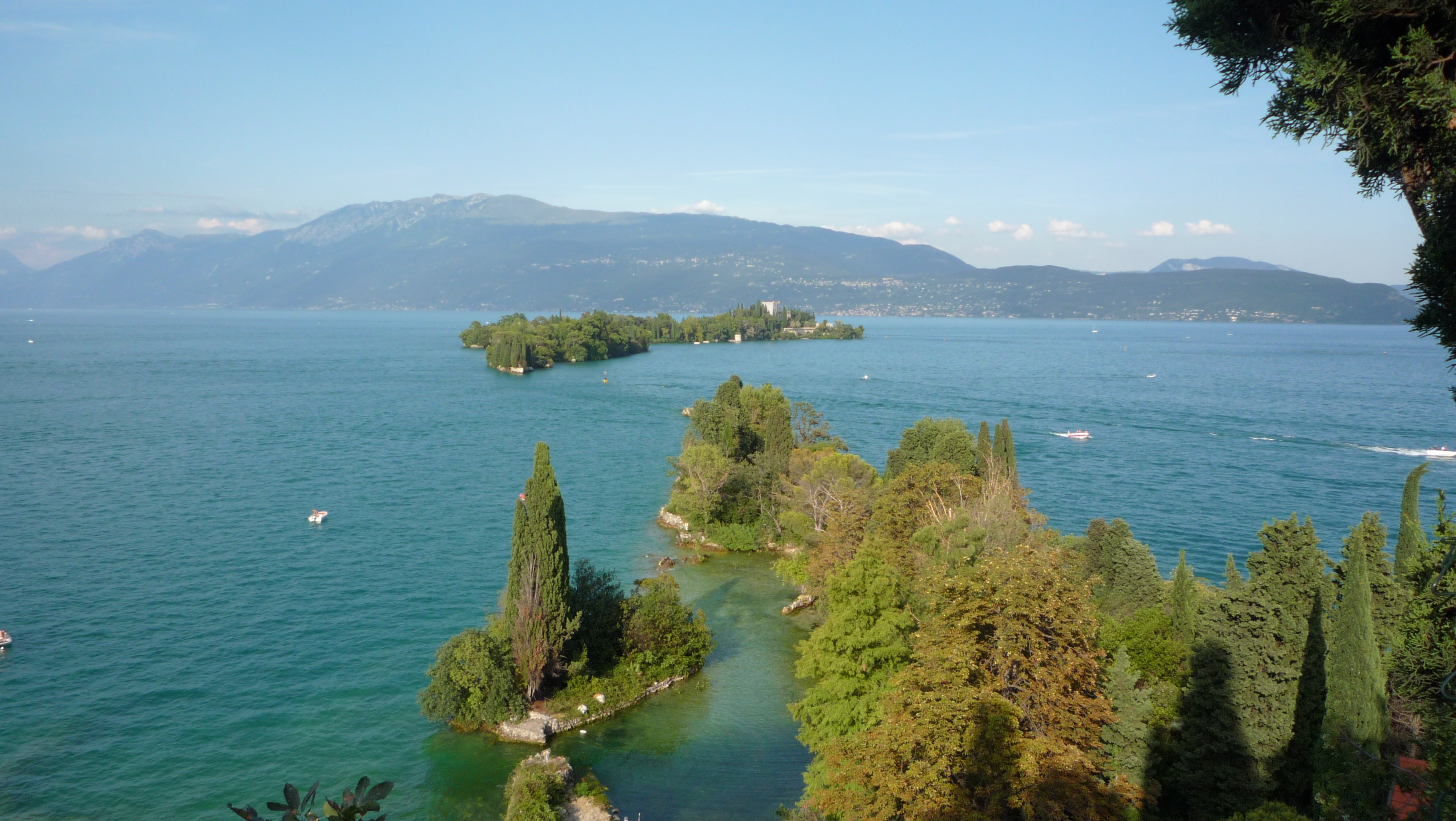
La isla

Hoy la isla es propiedad de Lady Charlotte Cavazza. Vive en la isla con su familia (sus siete hijos, cuatro hermanos y tres hermanas, y sus familias). La familia también posee propiedades en la península cercana donde tienen negocios que incluyen alquiler de botes, cultivo de olivos,  un cámping, una empresa de  agroturismo y una escuela de equitación.
Desde 2002, la isla está abierta a los visitantes en visitas guiadas.  También se puede alquilar para eventos especiales.